# Egycellás zivatar
Az egycellás zivatar csak egy cellát tartalmaz, amely egész életciklusában megmarad, és úgy oszlik fel, hogy új cella nem keletkezik. Az ilyen zivatarok ritkák, mert még a leggyengébbek is több cellás feláramlás eredményei. Az egycellás zivatarok közben rövid, heves események is lejátszódhatnak: jégeső, heves csapadék vagy esetleg gyenge tornádó.

## Zivatarfelhő

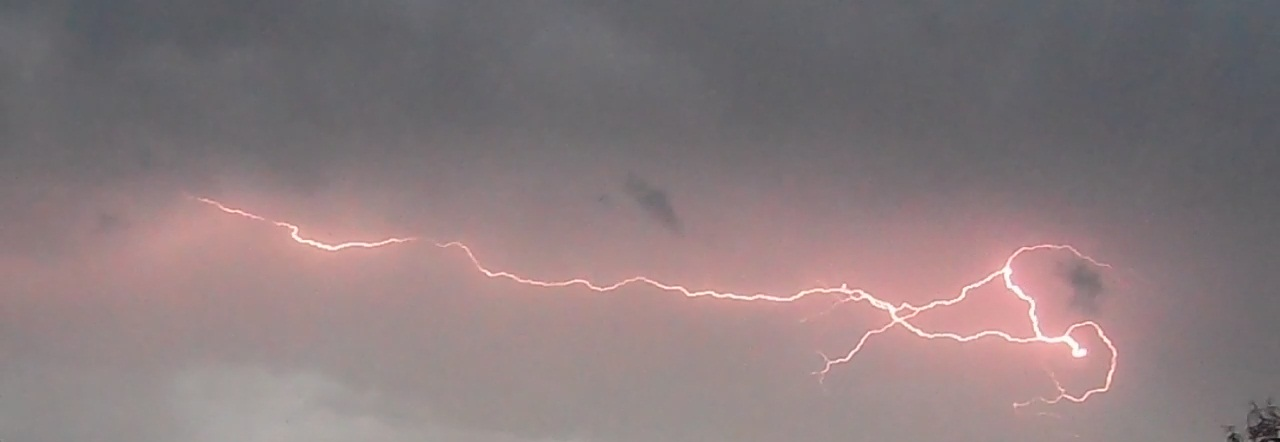
Felhő villám 2012 nyarán Keszthelyen

Nagy, függőleges kiterjedésű felhőoszlop, melyet intenzív csapadékhullás és legtöbbször elektromos jelenségek is kísérnek. Üzemanyaga a labilitás (meleg, nedves levegő), indító szikrája az emelés. Egy zivatarcella egy feláramlás és a hozzá tartozó leáramlás összességéből áll. Egy cella kb. 30-60 percig fenn tud állni. Heves eseményeket („károkozó” szelet (90 km/h-t meghaladó széllökést) és/vagy „nagyméretű” jeget (2 cm-t meghaladó átmérő) és/vagy (EF0-EF1-es) tornádót) ritkán produkál.

## Életciklusa
Egy zivatar életciklusa 3 fázisból áll: fejlődő fázis, érett fázis és leépülő fázis.
A fejlődő fázisban megkezdődik a felhőképződés, tornyos gomolyok jelennek meg az égen. Fel- és leáramlások, valamint eljegesedett üllő még nincs és csapadék sincs még a felszínen.
Az érett fázisban a legnagyobb a vertikális kiterjedés, ekkor a legintenzívebb a villámtevékenység. Megkezdődik a csapadékhullás, a felhő teteje eljegesedik, üllősödik és fel- és leáramlások vannak jelen. A felszínen megkezdődik a csapadék által lehűtött levegő szétáramlása (kifutószél, cold pool) és a feláramlás lassan leépül. 
A leépülő fázisban a torony nagy része felszámolódik, az üllő visszamarad, mindenütt leáramlások vannak jelen és a csapadék intenzitása gyengül, végül megszűnik. A zivatar alatt lehűl, stabilizálódik a légkör.

## Heves események

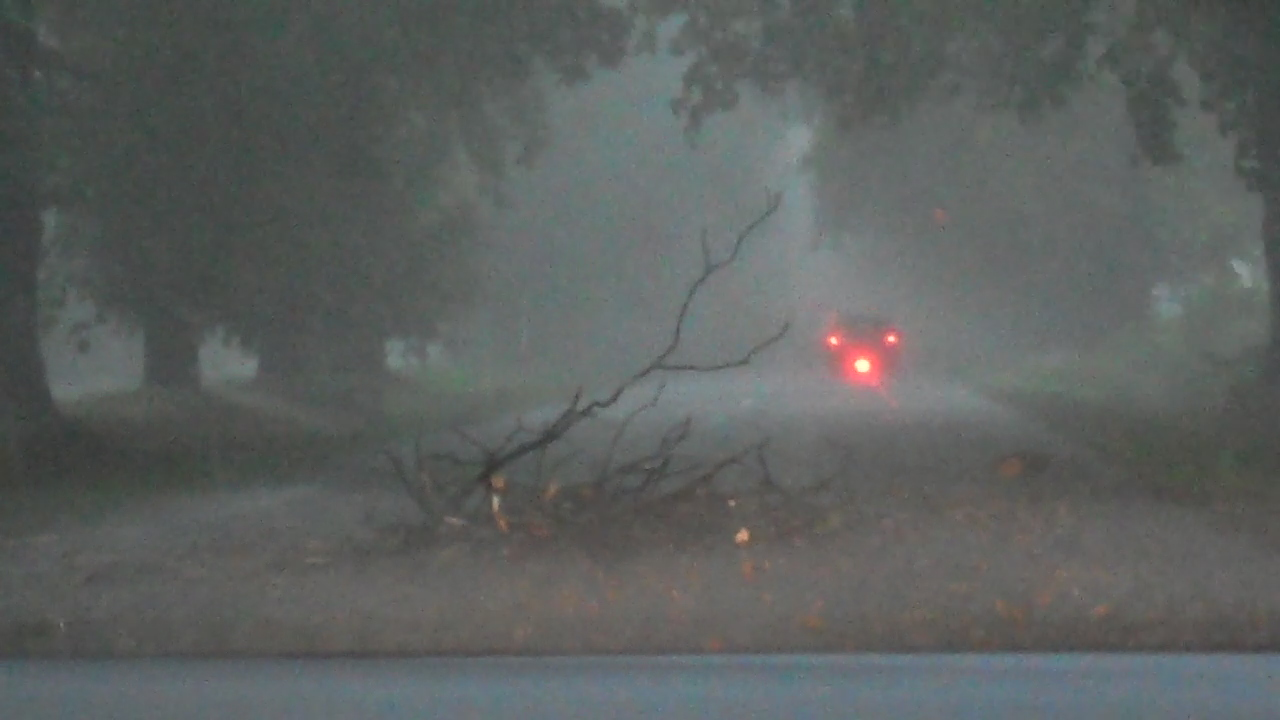
A heves szélvihar nagyobb ágakat törhet le az utakra

Egy zivatart akkor tekintünk hevesnek, ha heves eseményeket produkál. Heves eseménynek számít a „károkozó” szél, „nagyméretű” jég és a tornádó.
„Károkozó” szél: ha a legerősebb széllökés 90-120 km/h közötti, akkor beszélünk heves szélviharról.
„Nagyméretű” jég: ha a jégátmérő 2-5 cm közötti, akkor beszélünk heves jégesőről.
Heves eseményhez tartozik az EF0-s vagy az EF1-es tornádó is.
Nem tartoznak azonban a heves eseményekhez a sűrű villámlások és a felhőszakadások!

## Szignifikáns heves események
Szignifikáns heves eseményről beszélünk, ha egy zivatarban a legerősebb széllökés eléri, vagy meghaladja a 120 km/h-t és/vagy a jégszemek átmérője eléri, vagy meghaladja az 5 cm-t és/vagy a tornádó eléri, vagy meghaladja az EF2-es erősséget. 
Ezek inkább már a szervezett zivatar-rendszerekben lehetnek kísérőjelenségek.